# Siniša Posarić
Siniša Posarić (Rijeka, 28. srpnja 1959.)  hrvatski književnik, romanopisac, dramski pisac. Piše pjesme, drame, pripovijetke, romane, književne i političke oglede. Bavi se i dramatizacijom književnih djela: Ephraim Kishon, Jaroslav Hašek, A. G. Matoš, Ivan Aleksejevič Bunjin, Fjodor Mihajlovič Dostojevski, Diana Rosandić, Viktor Car Emin.

## Životopis
Posarić je rođen u Rijeci 1959. godine. Po zvanju je grafičar, radio je u "Tiskari Rijeka" d.d. (1977. – 1999.) te je nakon stečaja iste ostao bez posla i prihoda nakon 22 godine rada.

## Književni rad
Povremeno objavljuje u domaćim tiskovinama (Hrvatsko slovo, Dometi, Književno pero, Književna Rijeka) te na međumrežnim stranicama (Portal HKV, kamenjar.com, Hrvatsko nebo). Prevođen je na engleski i slovenski jezik. Jedan je od osnivača Društva haiku pjesnika Rijeka(2000.). Organizira razne književne tribine, predstavljanja knjiga, kazališne predstave, izložbe te prigodne kulturne programe za djecu i odrasle u okviru riječkih mjesnih odbora. 2002. pokrenuo je tiskarsko-nakladnički obrt Triler koji je skromno poslovao do 2014. Sveukupno (Triler i Društvo haiku pjesnika Rijeka) je uredio i pripremio za tisak pedesetak knjiga. Od 1982. član je Kazališne grupe Viktora Cara Emina, a od 1992. postaje voditelj ovoga najstarijeg amaterskog kazališta u Hrvatskoj. Ostvario je osamdesetak kazališnih predstava, od toga dvadesetak vlastitih drama i komedija te igrokaza za djecu. Sudjelovao je u radu drugih scenskih udruga u Rijeci: Scenska radionica Porat, Otvorena scena Belveder, Zajednica Talijana Rijeka, KUD Primorka Krasica, Dramska skupina Slovenskog kulturno-prosvetnog društva "Bazovica" (u razdoblju 1989. – 2011. kao glumac, redatelj, autor i umjetnički voditelj Dramske skupine ostvario je devet kazališnih predstava).

## Djela

### Proza i poezija
- Galebov san, priče s mora i kraja (1997.)
- Eros u offu i druge komedije (1998.)
- Atlantida grmi za vječnost, drama (1999.)
- Igra počinje, haiku (2001.)
- Slika djetinjstva, haiku (2002.)
- Usnula marioneta, roman (2003.)
- Pod smućenim bregom, priče (2004.)
- Horvatićeve urotničke drame, izvorni znanstveni rad, Dometi 3–4 (2009.)
- Nacionalni i politički smisao u dramama Vikotra Cara Emina, ogledni članak Književno pero 8-9 (2011.)
- Balada o dvogledu, radio-igra, Hrvatski radio (2013.)
- Priče iz Hrvatskog slova, elektroničko izdanje (2016.)
- Almis, priče i predaje (2018.)

## Najvažnija scenska djela
Posarića je autor i redatelj navedenih predstava:
- 1992. Horizont, antiratna groteska (Dramska skupina SKPD Bazovica, Rijeka)
- 1994. Eros u offu, komedija (Dramska skupina SKPD Bazovica, Rijeka)
- 1996. Smeće, scenski triler (KG Viktora Cara Emina, Rijeka)
- 1998. Smrdiš, drama (KG Viktora Cara Emina, Rijeka)
- 1998. Ja sam lud i ništa mi ne možeš, drama (KG Viktora Cara Emina, Rijeka)
- 2001. Plavi salon, poetska drama (KG Viktora Cara Emina, Rijeka)
- 2002. Riječanke, scenski triler (KG Viktora Cara Emina, Rijeka)
- 2006. Matilda, veseloigra (KG Viktora Cara Emina, Rijeka)
- 2016. Balada o dvogledu, drama (KG Viktora Cara Emina, Rijeka)
- 2017. Tri u jedan (U očekivanju autobusa, Mi očekujemo vas, Aj, ne sekiraj se), veseloigre (KG Viktora Cara Emina, Rijeka)
- 2018. Prcići, veseloigra (KG Viktora Cara Emina, Rijeka)
- 2018. Izgubljena savjest, video-drama (KG Viktora Cara Emina, Rijeka)

### Igrokazi i lutkarske predstave za djecu
Sve u izvedbi KG "V. Cara Emina":
- Olovka i gumica (1997.)
- Krzno uskrsnoga zeca (1998.)
- Šeširica i Kapko (2002.)
- Mačak u čizmama i mlada kraljevna (2006.)
- Božićna čestitka (2008.)

## Vanjske poveznice
- https://plus.google.com/u/0/me?tab=wX
- https://www.youtube.com/user/sposaric
- https://www.hkv.hr/izdvojeno/komentari/j-novak/30072-novak-2.html
- https://www.hkv.hr/razgovori/30283-veliki-razgovor-sa-sinisom-posaricem-rijeka-vec-duze-vrijeme-doslovno-izumire.html